# Seleniuro de estaño
El seleniuro de estaño, también conocido como seleniuro estannoso, es un compuesto inorgánico de fórmula SnSe. El seleniuro de estaño(II) es un calcogenuro metálico estratificado típico,ya que incluye un anión del grupo 16 (Se2-) y un elemento electropositivo (Sn2+), y está dispuesto en una estructura estratificada. El seleniuro de estaño (II) es un semiconductor de banda estrecha (IV-VI) estructuralmente análogo al fósforo negro. Ha despertado un gran interés por sus aplicaciones, como la energía fotovoltaica de bajo coste y los dispositivos de conmutación de memoria.
Debido a su baja conductividad térmica y a su razonable conductividad eléctrica, el seleniuro de estaño es uno de los materiales termoeléctricos más eficaces.

## Estructura
El seleniuro de estaño (SnSe) cristaliza en una estructura ortorrómbica que deriva de una estructura distorsionada de sal de roca. Es isomorfo al seleniuro de germanio (GeSe). La celda unitaria abarca dos capas invertidas. Cada átomo de estaño está unido covalentemente a tres átomos de selenio vecinos, y cada átomo de selenio está unido covalentemente a tres átomos de estaño vecinos. Las capas se mantienen unidas principalmente por fuerzas de van der Waals. A temperaturas superiores a 800 K, su estructura cambia a la estructura de sal de roca.
A presiones superiores a 58 GPa, el SnSe actúa como superconductor; este cambio de conductividad se debe probablemente a un cambio en la estructura a la del CsCl.En los últimos años, se ha hecho evidente que existen nuevos polimorfos del SnSe basados en los sistemas cristalinos cúbico y ortorrómbico, conocidos como π-SnSe (grupo espacial: P213, n.º 198)y γ-SnSe (grupo espacial: Pnma, n.º 62).

## Síntesis
El seleniuro de estaño(II) puede formarse haciendo reaccionar los elementos estaño y selenio por encima de 350 °C.
Durante la síntesis surgen problemas con la composición. Existen dos fases: la fase hexagonal SnSe2 y la fase ortorrómbica SnSe. Se pueden sintetizar nanoestructuras específicas, pero se han preparado pocas nanoestructuras 2D. Se han preparado tanto nanoestructuras cuadradas de SnSe como nanoestructuras monocapa de SnSe. Históricamente, la síntesis controlada por fases de nanoestructuras 2D de seleniuro de estaño es bastante difícil.
Se ha preparado SnSe nanocristalino en forma de lámina con una fase ortorrómbica con buena pureza y cristalización mediante una reacción entre una solución acuosa alcalina de selenio y un complejo de estaño(II) a temperatura ambiente bajo presión atmosférica. Se pueden hacer crecer nanocables de SnSe de unos pocos átomos de grosor dentro de nanotubos de carbono de pared simple estrechos (~1 nm de diámetro) calentando los nanotubos con polvo de SnSe en vacío a 960 °C. A diferencia del SnSe a granel, tienen una estructura cristalina cúbica.

## Uso en captación de energía
El seleniuro de estaño(II) podría utilizarse pronto en la captación de energía. El seleniuro de estaño (II) ha demostrado la capacidad de convertir el calor residual en energía eléctrica[16]. El SnSe ha exhibido la mayor eficiencia termoeléctrica del material, medida por el parámetro ZT sin unidades, de cualquier material conocido (~2,62 a 923 K a lo largo del eje b y ~2,3 a lo largo del eje c). Cuando se une a la eficiencia de Carnot para la conversión de calor, la eficiencia global de conversión de energía es de aproximadamente el 25%. Para que este proceso termoeléctrico funcione, un generador termoeléctrico debe aprovechar la diferencia de temperatura experimentada por dos patas de una unión termopar. Cada pata se compone de un material específico optimizado para el intervalo de temperatura de funcionamiento de interés. El SnSe serviría como semiconductor de tipo p. Este material debe tener una conductividad térmica total baja, una conductividad eléctrica alta y un coeficiente Seebeck elevado, de acuerdo con la figura de mérito termoeléctrico ZT. Aunque lo más probable es que la eficiencia récord se deba a la baja conductividad térmica del cristal, la estructura electrónica también puede desempeñar un papel importante.

## Otros usos
Los seleniuros de estaño pueden utilizarse en dispositivos optoelectrónicos, células solares, dispositivos de conmutación de memoria,y ánodos para baterías de iones de litio.
El seleniuro de estaño(II) tiene un uso adicional como lubricante de estado sólido, debido a la naturaleza de su enlace intercalar. Sin embargo, no es el más estable de los lubricantes de estado sólido de calcogenuro, ya que el diseleniuro de wolframio tiene un enlace intercalar mucho más débil, es muy inerte químicamente y tiene una gran estabilidad en entornos de alta temperatura y alto vacío.